# Marneoeli (gemeente)
Marneoeli (Georgisch: მარნეულის მუნიციპალიტეტი, Marneoelis moenitsipaliteti) is een gemeente in het zuiden van Georgië met ruim 108.000 inwoners (2024), gelegen in de regio Kvemo Kartli. De gelijknamige stad is het bestuurlijk centrum. De gemeente heeft een oppervlakte van 935 km² en ligt aan de grens met Armenië en Azerbeidzjan. Marneoeli heeft het hoogste bevolkingsaandeel van Azerbeidzjanen in Georgische gemeenten (84%) en is een van de drie Georgische gemeenten met een Azerbeidzjaanse meerderheid.

## Geschiedenis
De gemeente ligt in het centrale deel van de historische regio Bortsjali. Na het uiteenvallen van Koninkrijk Georgië in de 15e eeuw behoorde het gebied van de gemeente tot het Koninkrijk Kartli, dat in 1762 overging in het Koninkrijk Kartli-Kachetië. In de tussentijd kwam het gebied met de Vrede van Amasya in 1555 in Safavidisch Perzisch gecontroleerd gebied te liggen. In de 18e eeuw worstelde het Koninkrijk Kartli-Kachetië zich los van de Perzische overheersing.

### Russische Rijk
Door het in 1784 gesloten Verdrag van Georgiejevsk tussen Kartli-Kachetië en het Russische Rijk werd het koninkrijk vanaf 1801 door Rusland ingelijfd. Het gebied werd vervolgens vanaf 1801 tot 1880 administratief ingedeeld in het oejezd Tiflis, dat tussen 1840-1846 in het Gouvernement Georgië-Imeretië lag. Met de splitsing van dat gouvernement in 1846 werd oejezd Tiflis onderdeel van het Gouvernement Tiflis. 

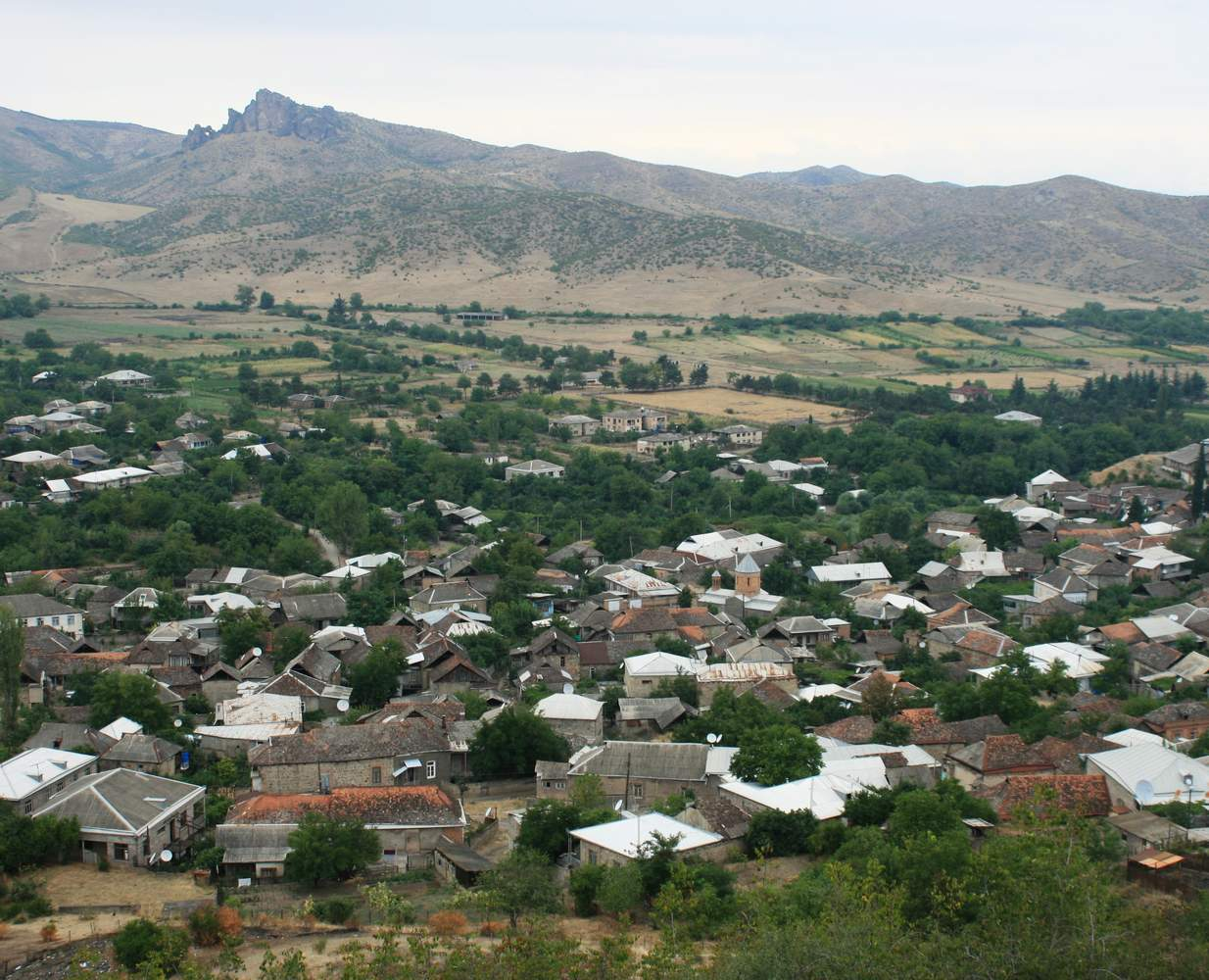
Sjaoemiani, voormalige districthoofdstad

In 1880 werd het oejezd Bortsjali van het oejezd Tiflis afgesplitst, dat het gebied van de tegenwoordige gemeenten Tsalka, Dmanisi, Bolnisi en Marneoeli omvatte. Binnen het oejezd Bortsjali lag het gebied van het moderne Marneoeli in de administratieve subdivisie (oetsjastok) Bortsjali (Russisch: Борчалинский участок, Bortsjalinskiy oetsjastok).
Het oejezd werd voornamelijk bewoond door Armeniërs, Pontische Grieken en Azerbeidzjanen (die destijds net als andere Turkssprekende etnische groepen als Tataren werden aangeduid). Het administratieve centrum van Bortsjali was de stad Sjoelaveri dat in de huidige gemeente Marneoeli ligt. Deze plaats heet sinds 1925 Sjaoemiani en moet niet verward worden met het zeven kilometer oostelijk gelegen dorpje Sjoelaveri dat begin 20e eeuw ontstond bij het gelijknamige treinstation tussen Marneoeli en Sadachlo. 

### In de Sovjet-Unie
In 1929 werd Bortsjali kortstondig onderdeel van het nieuw gevormde okroeg Tiflis, maar men kwam er al snel achter dat het drie-lagen bestuurlijke systeem niet werkte. Met de grote bestuurlijke hervorming in de Sovjet-Unie in 1930 werd het oejezd Bortsjali gesplitst in verschillende districten die direct onder de Georgische sovjetrepubliek zouden vallen, waarbij het rajon (district) Bortsjali (Russisch: Борчалинский район) de omvang van het hedendaagse Marneoeli kreeg.
Sjaoemiani bleef tot 1947 het bestuurlijk centrum van Bortsjali toen dat verplaatst werd naar de plaats Bortsjalo, de hedendaagse stad Marneoeli dat tot 1932 nog Sarvani heette (Georgisch: სარვანი; Azerbeidzjaans: Sarvan). Met deze verplaatsing in 1947 van het bestuurlijk centrum werd de naam van het district Bortsjalo en van de plaats gewijzigd naar Marneoeli. In 1964 kreeg Marneoeli stadsrechten.

### Onafhankelijk Georgië
Na het uiteenvallen van de Sovjet-Unie en de onafhankelijkheid van Georgië daalden de economische omstandigheden in het land, maar de gemeente wist de grote emigratiegolf van de jaren 1990 te ontsnappen. In 1995 werd het district ingedeeld bij de nieuw gevormde regio (mchare) Kvemo Kartli, en werd het in 2006 omgevormd naar gemeente.

## Geografie
Marneoeli grenst aan vier gemeenten, te weten in het westen Bolnisi, in het noordwesten Tetritskaro en in het noordoosten en oosten aan Gardabani en de stadsgemeente Roestavi. In het zuiden ligt de grens met Armenië en Azerbeidzjan, en naar beide landen zijn open grensovergangen (zie Verkeer). Het is daarmee de enige gemeente in Georgië met meerdere grensovergangen en met grensovergangen naar twee buurlanden.

### Kvemo Kartli-laagland
De gemeente ligt geografisch in het Kvemo Kartli-laagland dat bepaald wordt door de rivieren Mtkvari, Algeti en Chrami die samenvloeien in het grensgebied met Azerbeidzjan. Het laagland ligt op ongeveer 300-400 meter boven zeeniveau, en het laagste punt (circa 270 meter) is bij de Tsiteli Chidi grensovergang (Rode Brug). De Mtkvari vormt de gehele oostelijke grens van de gemeente. Het zuidwestelijk deel van de gemeente ligt in de noordelijke uitlopers van het Lokigebergte dat de grens vormt met Armenië. Bij grensplaats Achkerpi wordt de maximale hoogte in de gemeente bereikt, de berg Sub Sargis van 1.286 meter boven zeeniveau.
De noordgrens van Marneoeli wordt gevormd door de Jaghloejaheuvelrug, dat een maximale hoogte bereikt van 765 meter boven zeeniveau en ondanks de geringe relatieve hoogte aanwezig is in het landschap. De gemeente vormt de overgang van een groen gematigd landklimaat naar een meer semi-woestijn klimaat dat in het oost-Georgische grensland met Azerbeidzjan te vinden valt.

## Demografie
Begin 2024 telde de gemeente Marneoeli 108.474 inwoners, een groei van bijna 5% ten opzichte van de volkstelling van 2014. Hoofdplaats Marneoeli is de drijver van de gemeentelijke groei, met een aanwas van 23% in dezelfde periode. 
| Gemeente Marneoeli                                                      | -     | 48.970 | 72.155 | 91.054 | 99.867 | 124.332 | 118.221 | 104.300 | 107.180 | 108.474 |  |  |  |  |
|                                                                         |       |        |        |        |        |         |         |         |         |         |  |  |  |  |
| Marneoeli                                                               | 2.122 | 4.233  | 12.400 | 15.829 | 19.568 | 27.557  | 20.065  | 20.211  | 23.118  | 25.742  |  |  |  |  |
| Kizilajlo                                                               | 1.435 | -      | -      | 4.500  | 5.298  | -       | 7.124   | 7.291   | -       | -       |  |  |  |  |
| Sadachlo                                                                | 1.839 | -      | -      | 5.185  | 6.756  | -       | 9.486   | 7.337   | -       | -       |  |  |  |  |
| Sjaoemiani                                                              | 5.112 | 6.804  | 7.117  | 5.456  | 5.770  | 6.045   | 3.630   | 3.107   | -       | -       |  |  |  |  |
| Verantwoording data: Bevolkingsstatistiek Georgië 1897 tot heden. Noot: |       |        |        |        |        |         |         |         |         |         |  |  |  |  |

### Etniciteit en religie

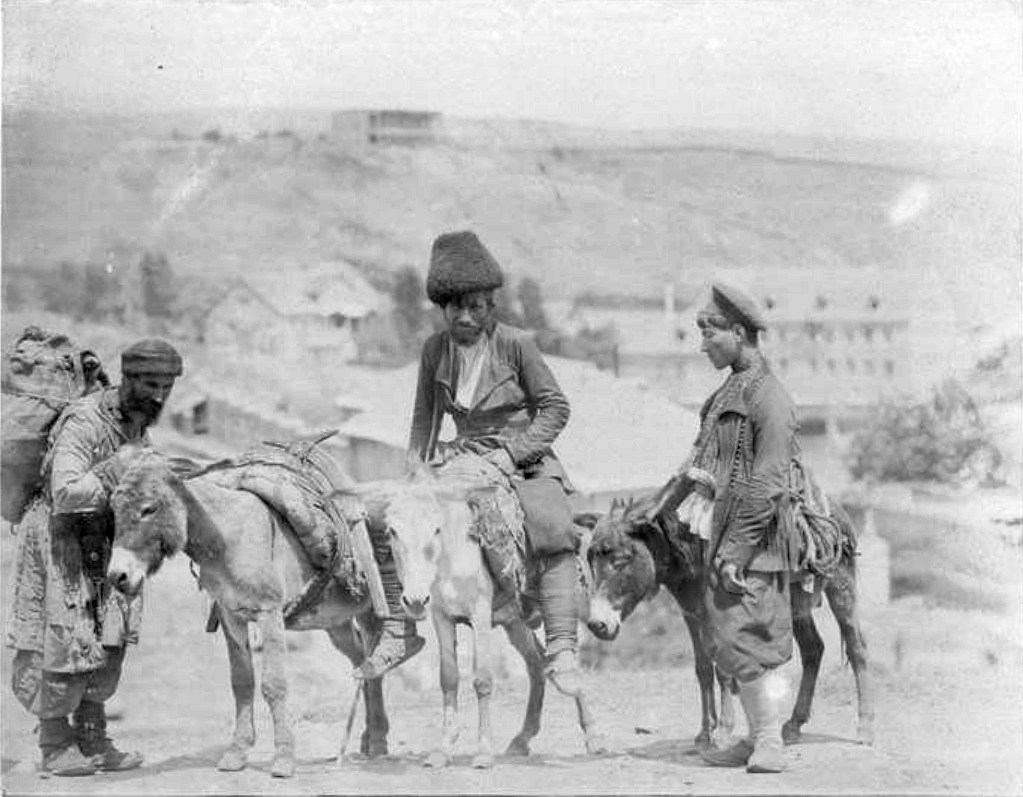
Azerbeidzjanen uit Bortsjali

De bevolking van de gemeente bestaat in grote meerderheid uit Azerbeidzjanen (83,8%), gevolgd door Georgiërs (8,6%) en Armeniërs (7,0%). Kleine minderheidsgroepen zijn Russen (0,2%), Grieken (0,2%), en enkele tientallen Oekraïners, Osseten en Assyriërs. Er zijn slechts enkele dorpen met een (grote) Georgische meerderheid: Saimerlo, Tamarisi en Tsereteli. De geloofsovertuiging in de gemeente volgt de etnische samenstelling, waarbij de meerderheid moslim is (83,2%), gevolgd door Georgisch-Orthodox (9,3%) en Armeens-Apostolisch (4,3%). Kleinere geloofsgemeenschappen zijn katholieken (1,1%) en ruim 100 jehova's.

## Administratieve onderverdeling

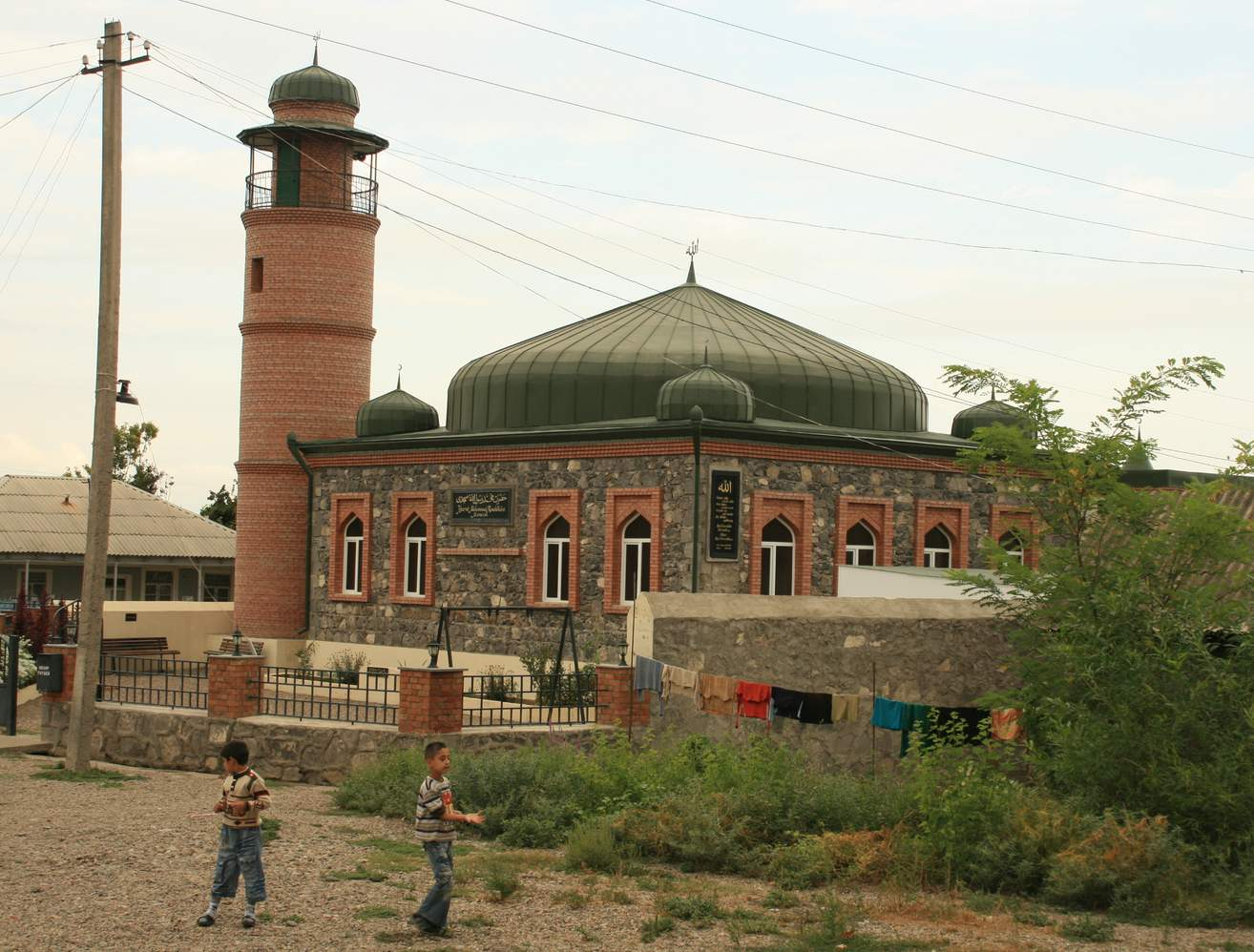
Moskee in Imiri

De gemeente Marneoeli is administratief onderverdeeld in 17 gemeenschappen (თემი, temi) met in totaal 77 dorpen (სოფელი, sopeli). Er is één stad (ქალაქი, kalaki).
- stad: Marneoeli;
- nederzetting met stedelijk karakter (daba, დაბა): geen;
- dorpen: in totaal 77, waaronder Sadachlo, Kizilajlo en Achkerpi.

De gemeente heeft relatief grote dorpen die in andere gemeentes eerder tot 'daba' zouden zijn bestempeld. De voormalige districthoofdstad Sjaoemiani werd in 2014 gedegradeerd van 'daba' tot dorp.

## Bestuur
De gemeenteraad van Marneoeli (Georgisch: საკრებულო, sakreboelo) wordt elke vier jaar gekozen in een gemengd kiesstelsel. Een deel wordt via enkelvoudige kiesdistricten gekozen en een deel via evenredige vertegenwoordiging van gesloten partijlijsten, waarvoor een kiesdrempel geldt van drie procent.
| Partij | Partij                             | 2014 | 2017 | 2021 |
| ------ | ---------------------------------- | ---- | ---- | ---- |
|        | Georgische Droom (GD)              | 24   | 31   | 27   |
|        | Verenigde Nationale Beweging (UNM) | 6    | 1    | 6    |
|        | Overige partijen                   | 3    | 3    |      |
| Totaal | Totaal                             | 33   | 35   | 33   |

## Bezienswaardigheden

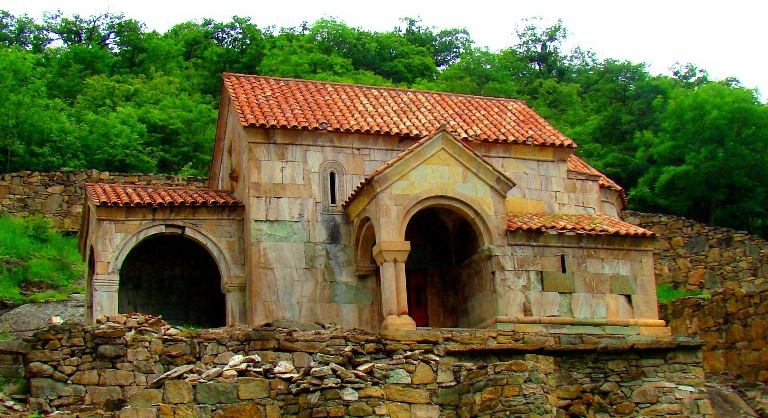
Tserakviklooster

Er zijn in de gemeente vele historische monumenten, door de rijke geschiedenis en het belang van het gebied. Enkele bezienswaardigheden zijn: 
- Kvemo Tserakvi-klooster. Een middeleeuws klooster met verschillende kerken en bouwwerken.[29]
- Sjoelaverifort. Van dit middeleeuwse fort op een prominente kalksteenrots boven het gelijknamige stadje is weinig over. Wel biedt de locatie een zeer weids uitzicht over de verder vlakke omgeving.
- Choedzjabi-klooster (Armeens: Koetsjap). Dit is een 13e-eeuws klooster met een kerk in het Georgisch-Armeense grensgebied bij Achkerpi.[30] De locatie wordt betwist tussen de twee landen. In 2005 werd een Georgische cameraploeg door Armeense grenswachten onder vuur werd genomen, en sindsdien is de locatie onder Armeense controle.[31]
- Chorakert. Een 12e-13e-eeuwse kerk en kloostercomplex in het Georgisch-Armeense grensgebied bij Achkerpi, ruim 2 kilometer ten zuiden van het dorp Tsjanachtsji aan de linkerzijde van de rivier Sjoelaveri.[30][32] Chorakert is alleen vanaf Georgische zijde bereikbaar.[33]

## Vervoer

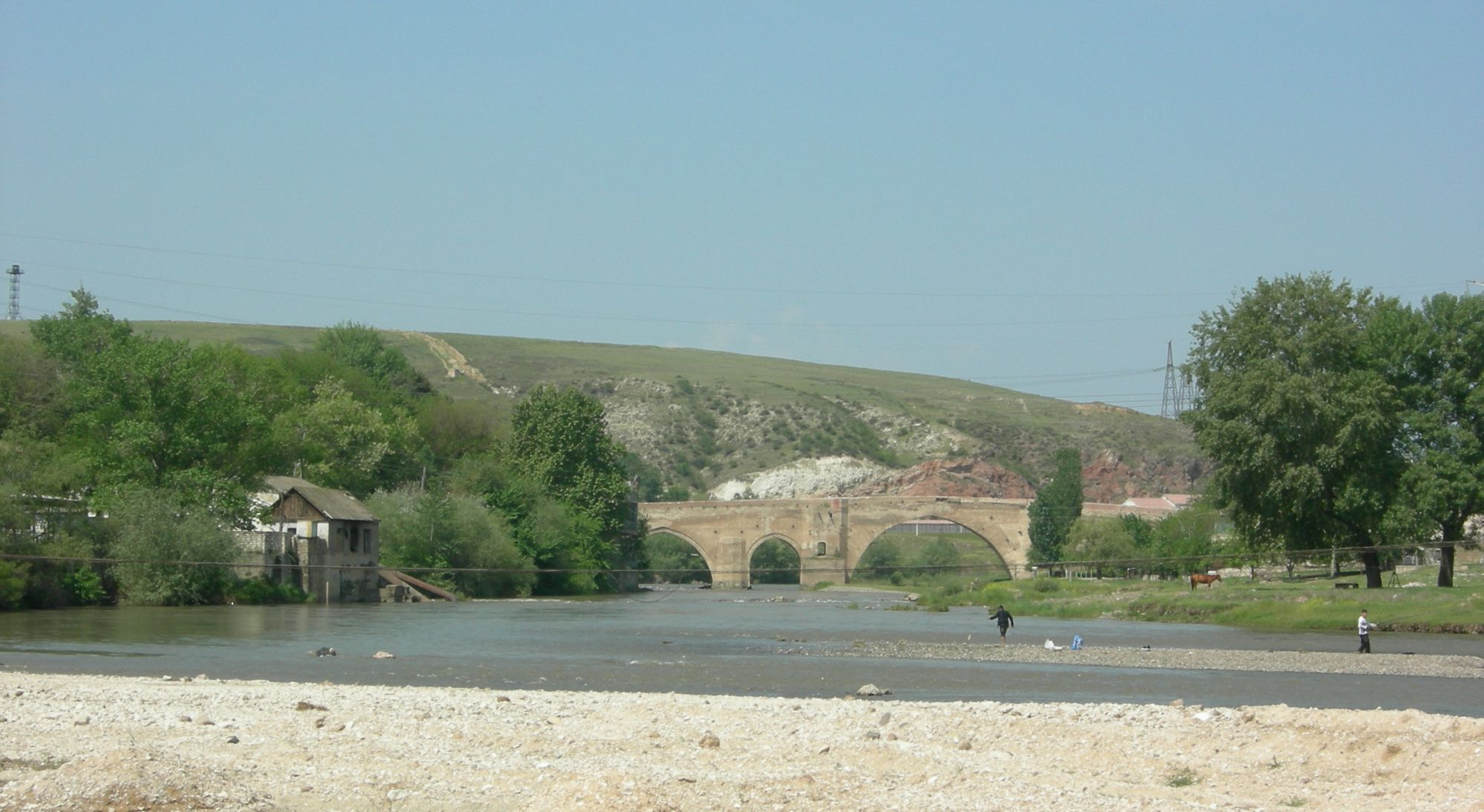
De rivier Chrami bij de grensovergang Rode Brug.

Door de gemeente passeren drie Georgische routes van internationaal belang, de S4 (E60), S6 (E117) en de S7 (E001). Deze verbinden Tbilisi met de buurlanden Armenië en Azerbeidzjan. Verder lopen er diverse nationale routes door de gemeente, zoals de Sh33 die de stad Marneoeli verbindt met Tetritskaro en Tsalka. De nationale route Sh37 verbindt Sadachlo met een secundaire grensovergang naar Armenië, bij Achkerpi. De gemeente kent drie grensovergangen, waarvan twee naar Armenië (Sadachlo en Achkerpi), en een naar Azerbeidzjan (Tsiteli Chidi, Rode Brug).
De internationale spoorlijn Tbilisi - Gjoemri - Jerevan loopt via Marneoeli door de gemeente, parallel aan de wegen S6 en S7 naar de Armeense grensovergang bij Sadachlo. Er is een frequente nachtverbinding tussen Tbilisi en Jerevan. De lijn Marneoeli - Bolnisi - Kazreti is niet meer in gebruik voor passagiersvervoer.